# Campionati del mondo di ciclismo su pista 2010 - Velocità femminile
La velocità femminile è stato uno dei nove eventi femminili disputati ai Campionati del mondo di ciclismo su pista 2010 di Ballerup, in Danimarca. La britannica Victoria Pendleton ha vinto la medaglia d'oro battendo nella serie finale la cinese Guo Shuang.
La gara ha visto le partecipazione di 27 atlete rappresentanti 13 Paesi differenti. Le fasi di qualificazione e la finale si sono disputate il 26 e il 27 marzo 2010.

## Record del mondo
| Record del mondo | Record del mondo | Record del mondo | Record del mondo | Record del mondo |
| ---------------- | ---------------- | ---------------- | ---------------- | ---------------- |
| WR               | 10"831           | Ol'ga Sljusareva | Mosca            | 25 aprile 1993   |

## Risultati

### Round di qualificazione
Il round di qualificazione vede le 27 partecipanti gareggiare individualmente. Le prime 24 atlete passano al turno successivo.
| Gruppo | Atleta             | Tempo  | Posiz | Note |
| ------ | ------------------ | ------ | ----- | ---- |
| 1      | Viktorija Baranova | 11"426 | 15    | Q    |
| 2      | Lee Wai Sze        | 11"564 | 21    | Q    |
| 3      | Kristina Vogel     | 11"356 | 12    | Q    |
| 4      | Rebecca James      | 11"518 | 19    | Q    |
| 5      | Renata Dąbrowska   | 11"922 | 25    |      |
| 6      | Gintarė Gaivenytė  | 12"084 | 27    |      |
| 7      | Helena Casas       | 11"995 | 26    |      |
| 8      | Sandie Clair       | 11"559 | 20    | Q    |
| 9      | Lin Junhong        | 11"242 | 9     | Q    |
| 10     | Miriam Welte       | 11"408 | 14    | Q    |
| 11     | Virginie Cueff     | 11"340 | 11    | Q    |
| 12     | Ljubov Šulika      | 11"442 | 16    | Q    |
| 13     | Christin Muche     | 11"571 | 22    | Q    |
| 14     | Yvonne Hijgenaar   | 11"385 | 13    | Q    |
| 15     | Jessica Varnish    | 11"464 | 18    | Q    |
| 16     | Ol'ga Strel'cova   | 11"700 | 24    | Q    |
| 17     | Gong Jinjie        | 11"250 | 10    | Q    |
| 18     | Emily Rosemond     | 11"444 | 17    | Q    |
| 19     | Lisandra Guerra    | 10"600 | 23    | Q    |
| 20     | Kaarle McCulloch   | 11"202 | 8     | Q    |
| 21     | Clara Sanchez      | 11"120 | 6     | Q    |
| 22     | Anna Meares        | 11"030 | 2     | Q    |
| 23     | Guo Shuang         | 10"918 | 1     | Q    |
| 24     | Vol'ha Panarina    | 11"077 | 3     | Q    |
| 25     | Simona Krupeckaitė | 11"078 | 4     | Q    |
| 26     | Willy Kanis        | 11"105 | 5     | Q    |
| 27     | Victoria Pendleton | 11"135 | 7     | Q    |

### Sedicesimi di finale
Le ventiquattro classificate con il miglior tempo nelle qualificazioni, si sono affrontate a coppie. La vincente di ogni manche si è qualificata per gli ottavi di finale.
| Gruppo | Atleta             | Tempo  | Posiz | Note |
| ------ | ------------------ | ------ | ----- | ---- |
| 1      | Guo Shuang         | 11"914 | 1     | Q    |
| 1      | Ol'ga Strel'cova   |        | 2     |      |
| 2      | Anna Meares        | 11"682 | 1     | Q    |
| 2      | Lisandra Guerra    |        | 2     |      |
| 3      | Vol'ha Panarina    | 12"144 | 1     | Q    |
| 3      | Christin Muche     |        | 2     |      |
| 4      | Lee Wai Sze        |        | 2     |      |
| 4      | Simona Krupeckaitė | 11"782 | 1     | Q    |
| 5      | Sandie Clair       |        | 2     |      |
| 5      | Willy Kanis        | 11"418 | 1     | Q    |
| 6      | Clara Sanchez      | 11"874 | 1     | Q    |
| 6      | Rebecca James      |        | 2     |      |
| 7      | Victoria Pendleton | 11"794 | 1     | Q    |
| 7      | Jessica Varnish    |        | 2     |      |
| 8      | Kaarle McCulloch   | 11"577 | 1     | Q    |
| 8      | Emily Rosemond     |        | 2     |      |
| 9      | Lin Junhong        |        | 2     |      |
| 9      | Ljubov Šulika      | 11"693 | 1     | Q    |
| 10     | Gong Jinjie        |        | 2     |      |
| 10     | Viktorija Baranova | 11"898 | 1     | Q    |
| 11     | Virginie Cueff     | 11"848 | 1     | Q    |
| 11     | Miriam Welte       |        | 2     | REL  |
| 12     | Kristina Vogel     | 11"813 | 1     | Q    |
| 12     | Yvonne Hijgenaar   |        | 2     |      |

### Ottavi di finale
Le dodici classificate con il miglior tempo nelle qualificazioni, si sono affrontate a coppie. La vincente di ogni manche si è qualificata per i quarti di finale. Le perdenti sono passate ai ripescaggi.
| Gruppo | Atleta             | Tempo  | Posiz | Note |
| ------ | ------------------ | ------ | ----- | ---- |
| 1      | Guo Shuang         | 11"804 | 1     | Q    |
| 1      | Kristina Vogel     |        | 2     |      |
| 2      | Anna Meares        | 11"717 | 1     | Q    |
| 2      | Virginie Cueff     |        | 2     |      |
| 3      | Vol'ha Panarina    |        | 2     |      |
| 3      | Viktorija Baranova | 11"763 | 1     | Q    |
| 4      | Simona Krupeckaitė | 11"660 | 1     | Q    |
| 4      | Ljubov Šulika      |        | 2     |      |
| 5      | Willy Kanis        |        | 2     |      |
| 5      | Kaarle McCulloch   | 11"536 | 1     | Q    |
| 6      | Clara Sanchez      |        | 2     |      |
| 6      | Victoria Pendleton | 11"552 | 1     | Q    |

#### Ripescaggi Ottavi di finale
Le sei perdenti degli ottavi di finale si affrontano in due gruppi da tre. La vincente di ogni manche si qualifica per i quarti di finale.
| Gruppo | Atleta          | Tempo  | Posiz | Note |
| ------ | --------------- | ------ | ----- | ---- |
| 1      | Kristina Vogel  | 11"837 | 1     | Q    |
| 1      | Clara Sanchez   |        | 2     |      |
| 1      | Ljubov Šulika   |        | 3     |      |
| 2      | Vol'ha Panarina | 11"600 | 1     | Q    |
| 2      | Virginie Cueff  |        | 2     |      |
| 2      | Willy Kanis     |        | 3     |      |

### Quarti di finale
Le sei vincitrici degli ottavi e le due vincitrici dei ripescaggi si affrontano a coppie. Le quattro vincitrici passano alla semifinale, le perdenti alla finale 5º-8º posto.
| Gruppo | Atleta             | Manche1 | Manche2 | Spar.  | Posiz | Note |
| ------ | ------------------ | ------- | ------- | ------ | ----- | ---- |
| 1      | Vol'ha Panarina    |         |         |        | 2     |      |
| 1      | Guo Shuang         | 11"322  | 11"353  |        | 1     | Q    |
| 2      | Anna Meares        | 11"587  | REL     | 11"704 | 1     | Q    |
| 2      | Kristina Vogel     |         | 11"982  |        | 2     |      |
| 3      | Victoria Pendleton | 11"755  | 11"843  |        | 1     | Q    |
| 3      | Viktorija Baranova |         |         |        | 2     |      |
| 4      | Kaarle McCulloch   |         |         |        | 2     |      |
| 4      | Simona Krupeckaitė | 11"671  | 15"102  |        | 1     | Q    |

### Finale 5º-8º posto
| Gruppo | Atleta             | Tempo  | Posiz | Note |
| ------ | ------------------ | ------ | ----- | ---- |
| 1      | Kristina Vogel     | 11"757 | 5     |      |
| 1      | Kaarle McCulloch   |        | 6     |      |
| 1      | Vol'ha Panarina    |        | 7     |      |
| 1      | Viktorija Baranova |        | 8     |      |

### Semifinali
| Gruppo | Atleta             | Manche1 | Manche2 | Spar.  | Posiz | Note |
| ------ | ------------------ | ------- | ------- | ------ | ----- | ---- |
| 1      | Guo Shuang         |         | 11"274  | 11"485 | 1     | Q    |
| 1      | Simona Krupeckaitė | 11"480  |         |        | 2     |      |
| 2      | Anna Meares        | ss"ddd  | ss"ddd  |        |       |      |
| 2      | Victoria Pendleton | 11"316  | 11"248  |        | 1     | Q    |

### Gara per l'oro
| Pos. | Atleta             | Manche1 | Manche2 | Spar. | Note |
| ---- | ------------------ | ------- | ------- | ----- | ---- |
| 1    | Victoria Pendleton | 11"611  | 11"543  |       |      |
| 2    | Guo Shuang         |         |         |       |      |

### Gara per il bronzo
| Pos. | Atleta             | Manche1 | Manche2 | Spar. | Note |
| ---- | ------------------ | ------- | ------- | ----- | ---- |
| 3    | Simona Krupeckaitė | 11"377  | 11"416  |       |      |
| 4    | Anna Meares        |         |         |       |      |